# Lista filmelor cu cele mai mari încasări

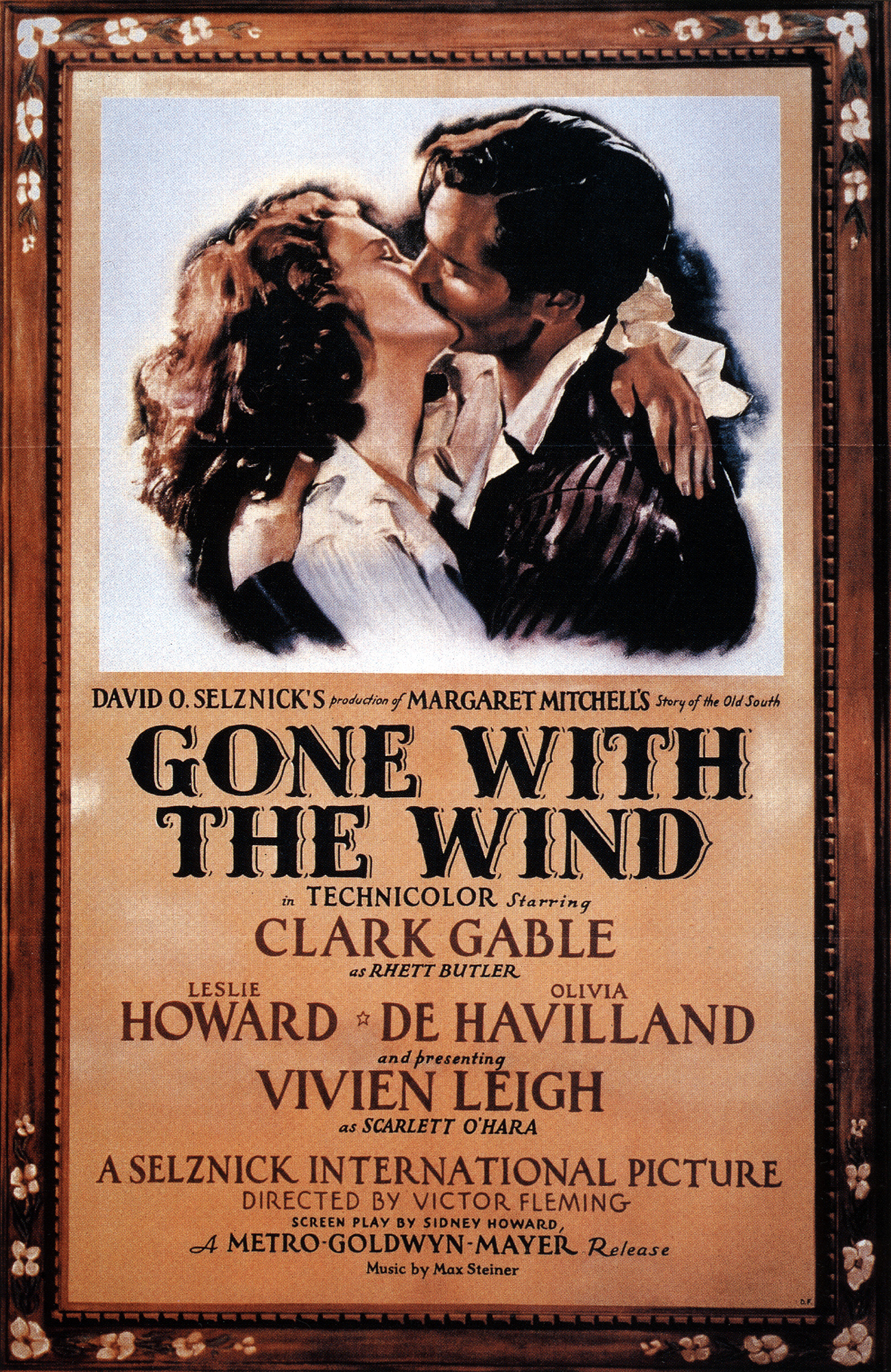
Ajustat pentru inflație, Pe aripile vântului (1939) încă deține titlul pentru cel mai de succes film din toate timpurile.

Lista următoare cuprinde o înșirare nedefinitivată a filmelor cu cele mai mari încasări din toate timpurile. Filmele generează profit din mai multe surse de venit, inclusiv din distribuția în cinematografe, home video, drepturi de difuzare la televiziune, și comercializare. Cu toate acestea, câștigurile din box-office-ul cinematografic reprezintă principalul indicator pentru publicațiile de specialitate în evaluarea succesului unui film, în principal datorită disponibilității datelor în comparație cu cifrele de vânzări pentru home video și drepturile de difuzare, dar și datorită practicii istorice.
Cu încasări de peste 2,9 miliarde de dolari la nivel mondial, Avatar (2009) este declarat filmul cu „cele mai mari încasări”, dar astfel de afirmații se referă de obicei doar la veniturile din cinematografe, și nu iau în considerare veniturile din home video și televiziune, care pot constitui o parte semnificativă din veniturile unui film. Odată ce se iau în considerare veniturile din divertismentul la domiciliu, nu este evident care film este cel mai de succes. Titanic (1997) a câștigat 1,2 miliarde de dolari din vânzările și închirierile de casete video și DVD-uri, pe lângă cele 2,2 miliarde de dolari încasate în cinematografe. Deși nu sunt disponibile date complete privind vânzările pentru Avatar, acesta a câștigat 345 de milioane de dolari din vânzarea a șaisprezece milioane de unități DVD și Blu-ray în America de Nord, iar în final a vândut un total de treizeci de milioane de unități DVD și Blu-ray în întreaga lume.

## Filmele cu cele mai mari încasări din lume
| Loc | Poziție de vârf | Titlu                                         | Box-office mondial | An   | Note              |
| --- | --------------- | --------------------------------------------- | ------------------ | ---- | ----------------- |
| 1   | 1               | Avatar                                        | $2,923,706,026     | 2009 | [ # 1 ]           |
| 2   | 1               | Avengers: Endgame                             | $2,797,501,328     | 2019 | [ # 2 ] [ # 3 ]   |
| 3   | 3               | Avatar: The Way of Water                      | $2,320,250,281     | 2022 | [ # 4 ] [ # 5 ]   |
| 4   | 1               | Titanic                                       | $2.257.844.554     | 1997 | [ # 6 ]           |
| 5   | 3               | Star Wars: The Force Awakens                  | $2,068,223,624     | 2015 | [ # 7 ] [ # 8 ]   |
| 6   | 4               | Avengers: Infinity War                        | $2,048,359,754     | 2018 | [ # 9 ] [ # 10 ]  |
| 7   | 6               | Spider-Man: No Way Home                       | $1,921,847,111     | 2021 | [ # 11 ] [ # 12 ] |
| 8   | 3               | Jurassic World                                | $1,671,537,444     | 2015 | [ # 13 ] [ # 14 ] |
| 9   | 7               | The Lion King                                 | $1,656,943,394     | 2019 | [ # 15 ] [ # 3 ]  |
| 10  | 3               | The Avengers                                  | $1,518,815,515     | 2012 | [ # 16 ] [ # 17 ] |
| 11  | 4               | Furious 7                                     | $1,515,341,399     | 2015 | [ # 18 ] [ # 19 ] |
| 12  | 11              | Top Gun: Maverick                             | $1,495,696,292     | 2022 | [ # 20 ] [ # 21 ] |
| 13  | 10              | Frozen II                                     | $1,450,026,933     | 2019 | [ # 22 ] [ # 23 ] |
| 14  | 14              | Barbie                                        | $1,441,808,326     | 2023 | [ # 24 ]          |
| 15  | 5               | Avengers: Age of Ultron                       | $1,402,809,540     | 2015 | [ # 25 ] [ # 19 ] |
| 16  | 15              | The Super Mario Bros. Movie                   | $1,361,943,444     | 2023 | [ # 26 ] [ # 27 ] |
| 17  | 9               | Black Panther                                 | $1,347,280,838     | 2018 | [ # 28 ] [ # 29 ] |
| 18  | 3               | Harry Potter and the Deathly Hallows – Part 2 | $1.342.139.727     | 2011 | [ # 30 ]          |
| 19  | 9               | Star Wars: The Last Jedi                      | $1,332,539,889     | 2017 | [ # 31 ] [ # 32 ] |
| 20  | 12              | Jurassic World: Fallen Kingdom                | $1.308.473.425     | 2018 | [ # 33 ] [ # 10 ] |
| 21  | 5               | Frozen                                        | $1.290.000.000     | 2013 | [ # 34 ]          |
| 22  | 10              | Beauty and the Beast                          | $1,263,521,126     | 2017 | [ # 35 ] [ # 36 ] |
| 23  | 15              | Incredibles 2                                 | $1,242,805,359     | 2018 | [ # 37 ] [ # 10 ] |
| 24  | 11              | The Fate of the Furious                       | 8$1,238,764,765    | 2017 | [ # 38 ] [ # 36 ] |
| 25  | 5               | Iron Man 3                                    | $1,214,811,252     | 2013 | [ # 39 ] [ # 40 ] |
| 26  | 10              | Minions                                       | $1,159,444,662     | 2015 | [ # 41 ] [ # 14 ] |
| 27  | 12              | Captain America: Civil War                    | $1,153,337,496     | 2016 | [ # 42 ] [ # 43 ] |
| 28  | 20              | Aquaman                                       | $1,148,528,393     | 2018 | [ # 44 ] [ # 10 ] |
| 29  | 2               | The Lord of the Rings: The Return of the King | $1,147,997,407     | 2003 | [ # 45 ] [ # 46 ] |
| 30  | 24              | Spider-Man: Far From Home                     | $1,131,927,996     | 2019 | [ # 47 ] [ # 3 ]  |
| 31  | 23              | Captain Marvel                                | $1,128,274,794     | 2019 | [ # 48 ] [ # 49 ] |
| 32  | 5               | Transformers: Dark of the Moon                | $1,123,794,079     | 2011 | [ # 50 ] [ # 30 ] |
| 33  | 7               | Skyfall                                       | $1,108,569,499     | 2012 | [ # 51 ] [ # 52 ] |
| 34  | 10              | Transformers: Age of Extinction               | $1,104,054,072     | 2014 | [ # 53 ] [ # 54 ] |
| 35  | 7               | The Dark Knight Rises                         | $1,081,169,825     | 2012 | [ # 55 ] [ # 56 ] |
| 36  | 31              | Joker                                         | $1,074,458,282     | 2019 | [ # 57 ] [ # 23 ] |
| 37  | 32              | Star Wars: The Rise of Skywalker              | $1,074,144,248     | 2019 | [ # 58 ] [ # 23 ] |
| 38  | 30              | Toy Story 4                                   | $1,073,394,593     | 2019 | [ # 59 ] [ # 3 ]  |
| 39  | 4               | Toy Story 3                                   | $1,066,970,811     | 2010 | [ # 60 ]          |
| 40  | 3               | Pirates of the Caribbean: Dead Man's Chest    | $1,066,179,747     | 2006 | [ # 61 ]          |
| 41  | 20              | Rogue One: A Star Wars Story                  | $1.057.420.387     | 2016 | [ # 62 ] [ # 63 ] |
| 42  | 34              | Aladdin                                       | $1,050,693,953     | 2019 | [ # 64 ] [ # 3 ]  |
| 43  | 6               | Pirates of the Caribbean: On Stranger Tides   | $1,045,713,802     | 2011 | [ # 65 ] [ # 60 ] |
| 44  | 1               | Jurassic Park                                 | $1.037.535.230     | 1993 | [ # 66 ]          |
| 45  | 24              | Despicable Me 3                               | $1,034,800,131     | 2017 | [ # 67 ] [ # 36 ] |
| 46  | 22              | Finding Dory                                  | $1,028,570,942     | 2016 | [ # 68 ] [ # 69 ] |
| 47  | 2               | Star Wars: Episode I – The Phantom Menace     | $1,027,082,707     | 1999 | [ # 6 ]           |
| 48  | 5               | Alice in Wonderland                           | $1,025,468,216     | 2010 | [ # 70 ] [ # 71 ] |
| 49  | 24              | Zootopia                                      | $1,023,784,195     | 2016 | [ # 72 ] [ # 43 ] |
| 50  | 14              | The Hobbit: An Unexpected Journey             | $1,017,030,651     | 2012 | [ # 73 ] [ # 74 ] |

## Filmele cu cele mai mari încasări din lume după an
| An   | Titlu                                         | Box-office mondial ($) | Buget ($)   | Note                                              |
| ---- | --------------------------------------------- | ---------------------- | ----------- | ------------------------------------------------- |
| 1915 | The Birth of a Nation                         | 50.000.000             | 110.000     | [ # 75 ] [ # 76 ] [ # 77 ]                        |
| 1916 | Intolerance                                   | 1.750.000              | 385.907     | [ 8 ] [ 9 ]                                       |
| 1917 | Cleopatra                                     | 500.000                | 300.000     | [ # 78 ] [ # 79 ]                                 |
| 1918 | Mickey                                        | 8.000.000              | 250.000     | [ # 80 ]                                          |
| 1919 | The Miracle Man                               | 3.000.000              | 120.000     | [ # 81 ]                                          |
| 1920 | Way Down East                                 | 5.000.000              | 800.000     | [ # 82 ] [ # 83 ]                                 |
| 1921 | The Four Horsemen of the Apocalypse           | 4.000.000              | 800.000     | [ # 84 ]                                          |
| 1922 | Douglas Fairbanks in Robin Hood               | 2.500.000              | 930.042,78  | [ # 85 ] [ # 86 ]                                 |
| 1923 | The Covered Wagon                             | 5.000.000              | 800.000     | [ # 87 ] [ # 88 ]                                 |
| 1924 | The Sea Hawk                                  | 3.000.000              | 700.000     | [ # 87 ]                                          |
| 1925 | The Big Parade                                | (6.131.000)            | 382.000     | [ # 89 ] [ # 90 ] [ # 91 ]                        |
| 1925 | Ben-Hur                                       | 10.738.000             | 3.967.000   | [ # 92 ] [ # 93 ]                                 |
| 1926 | For Heaven's Sake                             | 2.600.000              | 150.000     | [ # 82 ] [ # 94 ]                                 |
| 1927 | Wings                                         | 3.600.000              | 2.000.000   | [ # 82 ] [ # 95 ] [ # 96 ]                        |
| 1928 | The Singing Fool                              | 5.900.000              | 388.000     | [ # 96 ] [ # 97 ]                                 |
| 1929 | The Broadway Melody                           | 4.400.000              | 379.000     | [ # 98 ] [ # 99 ]                                 |
| 1929 | Sunny Side Up                                 | 3.500.000              | 600.000     | [ # 100 ] [ # 101 ]                               |
| 1930 | All Quiet on the Western Front                | 3.000.000              | 1.250.000   | [ # 82 ] [ # 102 ] [ # 103 ] [ # 104 ]            |
| 1931 | Frankenstein                                  | 12.000.000             | 250.000     | [ # 105 ] [ # 106 ]                               |
| 1931 | City Lights                                   | 5.000.000              | 1.607.351   | [ # 107 ]                                         |
| 1932 | The Sign of the Cross                         | 2.738.993              | 694.065     | [ # 88 ] [ # 108 ] [ # 109 ] [ # 110 ]            |
| 1933 | King Kong                                     | 5.347.000              | 672.55      | [ # 111 ]                                         |
| 1933 | I'm No Angel                                  | 3.250.000              | 200.000     | [ # 112 ] [ # 113 ]                               |
| 1933 | Cavalcade                                     | 4.000.000              | 1.116.000   | [ # 83 ] [ # 103 ]                                |
| 1933 | She Done Him Wrong                            | 3.000.000+             | 274.076     | [ # 114 ] [ # 115 ] [ # 116 ]                     |
| 1934 | The Merry Widow                               | 2.608.000              | 1.605.000   | [ # 117 ] [ # 109 ]                               |
| 1934 | It Happened One Night                         | 2.500.000              | 325.000     | [ # 118 ] [ # 119 ]                               |
| 1935 | Mutiny on the Bounty                          | 4.460.000              | 1.905.000   | [ # 109 ]                                         |
| 1936 | San Francisco                                 | 5.273.000              | 1.300.000   | [ # 117 ] [ # 109 ]                               |
| 1937 | Snow White and the Seven Dwarfs               | 8.500.000              | 1.488.423   | [ # 120 ] [ # 121 ]                               |
| 1938 | You Can't Take It with You                    | 5.000.000              | 1.200.000   | [ # 122 ] [ # 123 ]                               |
| 1939 | Gone with the Wind                            | 32.000.000             | 3.900.000   | [ # 124 ] [ # 125 ] [ # 126 ] [ # 127 ]           |
| 1940 | Pinocchio                                     | 87.000.862             | 2.600.000   | [ # 128 ] [ # 121 ] [ # 129 ]                     |
| 1940 | Boom Town                                     | 4.600.000              | 2.100.000   | [ # 130 ] [ # 131 ]                               |
| 1941 | Sergeant York                                 | 7.800.000              | 1.600.000   | [ # 132 ] [ # 133 ]                               |
| 1942 | Bambi                                         | 267.997.843            | 1.700.000   | [ # 134 ] [ # 135 ] [ # 136 ]                     |
| 1942 | Mrs. Miniver                                  | 8.878.000              | 1.344.000   | [ # 137 ] [ # 138 ]                               |
| 1943 | For Whom the Bell Tolls                       | 11.000.000             | 2.681.298   | [ # 139 ] [ # 140 ] [ # 141 ]                     |
| 1943 | This Is the Army                              | 9.555.586,44           | 1.400.000   | [ # 142 ] [ # 143 ] [ # 141 ]                     |
| 1944 | Going My Way                                  | 6.500.000              | 1.000.000   | [ # 144 ] [ # 145 ] [ # 146 ]                     |
| 1945 | Mom and Dad                                   | 22.000.000             | 65.000      | [ # 147 ]                                         |
| 1945 | The Bells of St. Mary's                       | 11.200.000             | 1.600.000   | [ # 148 ]                                         |
| 1946 | Song of the South                             | 65.000.000             | 2.125.000   | [ # 149 ] [ # 150 ] [ # 151 ]                     |
| 1946 | The Best Years of Our Lives                   | 14.750.000             | 2.100.000   | [ # 152 ] [ # 153 ]                               |
| 1946 | Duel in the Sun                               | 10.000.000             | 5.255.000   | [ # 144 ] [ # 154 ]                               |
| 1947 | Forever Amber                                 | 8.000.000              | 6.375.000   | [ # 100 ] [ # 154 ]                               |
| 1947 | Unconquered                                   | 7.500.000              | 4.200.000   | [ # 155 ] [ # 156 ]                               |
| 1948 | Easter Parade                                 | 5.918.134              | 2.500.000   | [ # 146 ] [ # 157 ]                               |
| 1948 | The Red Shoes                                 | 5.000.000              | 2.000.000   | [ # 144 ] [ # 158 ] [ # 159 ]                     |
| 1948 | The Snake Pit                                 | 4.100.000              | 3.800.000   | [ # 160 ] [ # 161 ]                               |
| 1949 | Samson and Delilah                            | 14.209.250             | 3.097.563   | [ # 162 ] [ # 88 ]                                |
| 1950 | Cinderella                                    | 263.591.415            | 2.200.000   | [ # 163 ] [ # 164 ] [ # 165 ]                     |
| 1950 | King Solomon's Mines                          | 10.050.000             | 2.258.000   | [ # 166 ]                                         |
| 1951 | Quo Vadis                                     | 21.037.000             | 7.623.000   | [ # 162 ] [ # 167 ] [ # 168 ]                     |
| 1952 | This Is Cinerama                              | 50.000.000             | 1.000.000   | [ # 169 ] [ # 170 ]                               |
| 1952 | The Greatest Show on Earth                    | 18.350.000             | 3.873.946   | [ # 171 ] [ # 172 ] [ # 88 ]                      |
| 1953 | Peter Pan                                     | 145.000.000            | 4.000.000   | [ # 173 ] [ # 174 ]                               |
| 1953 | The Robe                                      | 25.000.000             | 4.100.000   | [ # 175 ] [ # 176 ] [ # 168 ]                     |
| 1954 | Rear Window                                   | 5.300.000              | 1.000.000   | [ # 177 ] [ # 167 ]                               |
| 1954 | White Christmas                               | 12.000.000             | 3.800.000   | [ # 178 ] [ # 179 ] [ # 180 ]                     |
| 1954 | 20,000 Leagues Under the Sea                  | 6.800.000              | 9.000.000   | [ # 181 ] [ # 182 ] [ # 144 ] [ # 183 ]           |
| 1955 | Lady and the Tramp                            | 187.000.000            | 4.000.000   | [ # 184 ] [ # 144 ] [ # 185 ]                     |
| 1955 | Cinerama Holiday                              | 21.000.000             | 2.000.000   | [ # 186 ] [ # 187 ]                               |
| 1955 | Mister Roberts                                | 9.900.000              | 2.400.000   | [ # 188 ]                                         |
| 1956 | The Ten Commandments                          | 90.066.230             | 13.270.000  | [ # 88 ] [ # 189 ] [ # 190 ]                      |
| 1957 | The Bridge on the River Kwai                  | 30.600.000             | 2.840.000   | [ # 190 ]                                         |
| 1958 | South Pacific                                 | 30.000.000             | 5.610.000   | [ # 191 ]                                         |
| 1959 | Ben-Hur                                       | 90.000.000             | 15.900.000  | [ # 192 ] [ # 193 ]                               |
| 1960 | Swiss Family Robinson                         | 30.000.000             | 4.000.000   | [ # 194 ]                                         |
| 1960 | Spartacus                                     | 60.000.000             | 10.284.014  | [ # 195 ] [ # 196 ]                               |
| 1960 | Psycho                                        | 50.000.000             | 800.000     | [ # 197 ]                                         |
| 1961 | One Hundred and One Dalmatians                | 303.000.000            | 3.600.000–  | [ # 184 ] [ # 198 ] [ # 136 ]                     |
| 1961 | West Side Story                               | 105.000.000            | 7.000.000   | [ # 199 ] [ # 200 ]                               |
| 1962 | Lawrence of Arabia                            | 77.324.852             | 13.800.000  | [ # 201 ] [ # 202 ]                               |
| 1962 | How the West Was Won                          | 35.000.000             | 14.483.000  | [ # 203 ]                                         |
| 1962 | The Longest Day                               | 33.200.000             | 8.600.000   | [ # 200 ] [ # 202 ]                               |
| 1963 | Cleopatra                                     | 40.300.000             | 31.115.000  | [ # 200 ] [ # 202 ]                               |
| 1963 | From Russia with Love                         | 12.500.000             | 2.000.000   | [ # 204 ] [ # 205 ] [ # 206 ]                     |
| 1964 | My Fair Lady                                  | 55.000.000             | 17.000.000  | [ # 207 ]                                         |
| 1964 | Goldfinger                                    | 46.000.000             | 3.000.000   | [ # 204 ] [ # 206 ]                               |
| 1964 | Mary Poppins                                  | 44.000.000             | 5.200.000   | [ # 208 ] [ # 207 ]                               |
| 1965 | The Sound of Music                            | 286.214.076            | 8.000.000   | [ # 209 ] [ # 200 ]                               |
| 1966 | The Bible: In the Beginning                   | 25.325.000             | 18.000.000  | [ # 196 ] [ # 210 ]                               |
| 1966 | Hawaii                                        | 15600000               | 15.000.000  | [ # 211 ] [ # 144 ]                               |
| 1966 | Who's Afraid of Virginia Woolf?               | 14500000               | 7.613.000   | [ # 212 ] [ # 144 ] [ # 213 ]                     |
| 1967 | The Jungle Book                               | 23800000               | 3.900.000   | [ # 184 ] [ # 214 ] [ # 215 ] [ # 136 ]           |
| 1967 | The Graduate                                  | 85000000               | 3.100.000   | [ # 216 ] [ # 217 ]                               |
| 1968 | 2001: A Space Odyssey                         | 21900000               | 10.300.000  | [ # 218 ] [ # 200 ]                               |
| 1968 | Funny Girl                                    | 80000000               | 8.800.000   | [ # 219 ] [ # 220 ]                               |
| 1969 | Butch Cassidy and the Sundance Kid            | 152308525              | 6.600.000   | [ # 221 ] [ # 200 ] [ # 217 ]                     |
| 1970 | Love Story                                    | 173400000              | 2.260.000   | [ # 222 ] [ # 223 ] [ # 224 ]                     |
| 1971 | The French Connection                         | 75000000               | 3.300.000   | [ # 100 ]                                         |
| 1971 | Fiddler on the Roof                           | 45100000               | 9.000.000   | [ # 225 ] [ # 226 ]                               |
| 1971 | Diamonds Are Forever                          | 45700000               | 7.200.000   | [ # 204 ] [ # 205 ]                               |
| 1972 | The Godfather                                 | 127600000              | 6.000.000   | [ # 227 ] [ # 226 ] [ # 228 ] [ # 229 ]           |
| 1973 | The Exorcist                                  | 112.300.000            | 10.000.000  | [ # 230 ] [ # 231 ] [ # 232 ] [ # 233 ]           |
| 1973 | The Sting                                     | 115000000              | 5.500.000   | [ # 234 ] [ # 235 ]                               |
| 1974 | The Towering Inferno                          | 203336412              | 14.300.000  | [ # 236 ] [ # 237 ] [ # 238 ] [ # 233 ] [ # 239 ] |
| 1975 | Jaws                                          | 476512065              | 9.000.000   | [ # 240 ] [ # 241 ]                               |
| 1976 | Rocky                                         | 225000000              | 1.075.000   | [ # 242 ] [ # 243 ] [ # 226 ] [ # 244 ]           |
| 1977 | Star Wars                                     | 775398007              | 11.293.151  | [ # 245 ] [ # 246 ] [ # 226 ] [ # 247 ]           |
| 1978 | Grease                                        | 396271103              | 6.000.000   | [ # 248 ] [ # 249 ] [ # 216 ]                     |
| 1979 | Moonraker                                     | 210308099              | 31.000.000  | [ # 250 ] [ # 204 ] [ # 251 ]                     |
| 1979 | Rocky II                                      | 200182160              | 7.000.000   | [ # 252 ] [ # 253 ] [ # 251 ]                     |
| 1980 | The Empire Strikes Back                       | 538375067              | 23.000.000  | [ # 254 ] [ # 255 ]                               |
| 1981 | Raiders of the Lost Ark                       | 389925971              | 22.800.000  | [ # 256 ]                                         |
| 1982 | E.T. the Extra-Terrestrial                    | 797103542              | 10.500.000  | [ # 257 ] [ # 258 ] [ # 246 ] [ # 259 ] [ # 260 ] |
| 1983 | Return of the Jedi                            | 475106177              | 32.500.000  | [ # 261 ] [ # 255 ]                               |
| 1984 | Indiana Jones and the Temple of Doom          | 333107271              | 27.000.000  | [ # 262 ] [ # 263 ] [ # 264 ]                     |
| 1985 | Back to the Future                            | 381109762              | 22.000.000  | [ # 265 ] [ # 266 ]                               |
| 1986 | Top Gun                                       | 357288178              | 14.000.000  | [ # 267 ] [ # 268 ] [ # 263 ]                     |
| 1987 | Fatal Attraction                              | 320145693              | 14.000.000  | [ # 269 ] [ # 263 ]                               |
| 1988 | Rain Man                                      | 354825435              | 30.000.000  | [ # 270 ] [ # 271 ]                               |
| 1989 | Indiana Jones and the Last Crusade            | 474171806              | 55.400.000  | [ # 272 ] [ # 263 ] [ # 273 ]                     |
| 1990 | Ghost                                         | 505870681              | 22.000.000  | [ # 274 ] [ # 263 ]                               |
| 1991 | Terminator 2: Judgment Day                    | 519843345              | 94.000.000  | [ # 275 ] [ # 276 ]                               |
| 1992 | Aladdin                                       | 504050219              | 28.000.000  | [ # 277 ] [ # 136 ]                               |
| 1993 | Jurassic Park                                 | 912667947              | 63.000.000  | [ # 278 ]                                         |
| 1994 | The Lion King                                 | 968511805              | 45.000.000  | [ # 279 ]                                         |
| 1995 | Toy Story                                     | 373554033              | 30.000.000  | [ # 280 ] [ # 281 ]                               |
| 1995 | Die Hard with a Vengeance                     | 366101666              | 70.000.000  | [ # 282 ] [ # 283 ]                               |
| 1996 | Independence Day                              | 817400891              | 75.000.000  | [ # 284 ]                                         |
| 1997 | Titanic                                       | 1843373318             | 200.000.000 | [ # 285 ]                                         |
| 1998 | Armageddon                                    | 553709788              | 140.000.000 | [ # 286 ] [ # 287 ]                               |
| 1999 | Star Wars: Episode I – The Phantom Menace     | 924317558              | 115.000.000 | [ # 288 ] [ # 255 ]                               |
| 2000 | Mission: Impossible 2                         | 546388108              | 100.000.000 | [ # 289 ] [ # 263 ]                               |
| 2001 | Harry Potter and the Philosopher's Stone      | 974755371              | 125.000.000 | [ # 290 ]                                         |
| 2002 | The Lord of the Rings: The Two Towers         | 948893109              | 94.000.000  | [ # 291 ]                                         |
| 2003 | The Lord of the Rings: The Return of the King | 1147997407             | 94.000.000  | [ # 45 ]                                          |
| 2004 | Shrek 2                                       | 928760770              | 150.000.000 | [ # 292 ]                                         |
| 2005 | Harry Potter and the Goblet of Fire           | 896346413              | 150.000.000 | [ # 293 ]                                         |
| 2006 | Pirates of the Caribbean: Dead Man's Chest    | 1066179747             | 225.000.000 | [ # 294 ]                                         |
| 2007 | Pirates of the Caribbean: At World's End      | 960996492              | 300.000.000 | [ # 295 ]                                         |
| 2008 | The Dark Knight                               | 1007336937             | 185.000.000 | [ # 296 ]                                         |
| 2009 | Avatar                                        | 2923706026             | 237.000.000 | [ # 297 ]                                         |
| 2010 | Toy Story 3                                   | 1066970811             | 200.000.000 | [ # 298 ]                                         |
| 2011 | Harry Potter and the Deathly Hallows – Part 2 | 1356841356             | 250.000.000 | [ # 299 ]                                         |
| 2012 | The Avengers                                  | 1518815515             | 220.000.000 | [ # 16 ]                                          |
| 2013 | Frozen                                        | 1274219009             | 150.000.000 | [ # 300 ]                                         |
| 2014 | Transformers: Age of Extinction               | 1104039076             | 210.000.000 | [ # 53 ]                                          |
| 2015 | Star Wars: The Force Awakens                  | 2068223624             | 245.000.000 | [ # 7 ]                                           |
| 2016 | Captain America: Civil War                    | 1153337496             | 250.000.000 | [ # 42 ]                                          |
| 2017 | Star Wars: The Last Jedi                      | 1332539889             | 200.000.000 | [ # 31 ]                                          |
| 2018 | Avengers: Infinity War                        | 2048359754             | 316.000.000 | [ # 9 ] [ # 301 ]                                 |
| 2019 | Avengers: Endgame                             | 2797501328             | 356.000.000 | [ # 2 ]                                           |
| 2020 | Demon Slayer: Mugen Train                     | 507119058              | 15.750.000  | [ # 302 ]                                         |
| 2021 | Spider-Man: No Way Home                       | 1921847111             | 200.000.000 | [ # 11 ] [ # 303 ]                                |
| 2022 | Avatar: The Way of Water                      | 2320250281             | 350.000.000 | [ # 4 ] [ # 304 ] [ # 305 ]                       |
| 2023 | Barbie                                        | 1441809053             | 128.000.000 | [ # 24 ]                                          |

## Vezi și
- Lista filmelor științifico-fantastice cu cele mai mari încasări
- Lista filmelor de groază cu cele mai mari încasări
- Lista filmelor fantastice cu cele mai mari încasări
- Lista filmelor cu supereroi cu cele mai mari încasări